# (3522) Becker
(3522) Becker (1941 SW) – planetoida z grupy pasa głównego asteroid okrążająca Słońce w ciągu 5,65 lat w średniej odległości 3,17 j.a. Odkrył ją Yrjö Väisälä 21 września 1941 roku.